# Bouncin' Off the Walls
Bouncin' Off the Walls (en  español Rebotando en las paredes) es el segundo álbum de estudio del músico estadounidense Matthew Wilder. Fue publicado en 1984, sin embargo, no logró alcanzar el mismo éxito que su antecesor I Don't Speak the Language. Por esta razón, como una estrategia comercial, se publicó al año siguiente el único sencillo del álbum, Bouncin' Off the Walls, acompañado de un innovador videoclip. El sencillo alcanzó la posición número 52 en el Billboard Hot 100, pero aun así el álbum no logró ser un éxito. Tras este fracaso comercial, Matthew Wilder se retiró para siempre de su carrera como cantante, aunque en 1999 se publicó un box set llamado I Don't Speak the Language/Bouncin' off the Walls, que recopilaba los dos únicos álbumes del músico. A pesar de que en su momento no fue un álbum exitoso, hoy en día ha tenido mejores ventas, incluso en sitios web de compra por Internet como Discogs. Según Allmusic.com, las canciones más escuchadas del álbum son Bouncin' Off the Walls y Naked Truth.

## Lista de temas[1]
Todos los temas escritos por Matthew Wilder, excepto donde se indica.
1. Mad For You -	3:39
2. Bouncin' Off The Walls -	6:44
3. Hey Little Girl -	5:12
4. Scandal -	3:53
5. Naked Truth -	3:55
6. Open Up (Let Me In) -	3:28
7. Cry Just A Little (Wilder-Greg Prestopino) -	4:03
8. Love Of An Amazon  (Wilder-Greg Prestopino) -	3:52
9. Fortune Cookie - 3:30

## Personal[2]
- Matthew Wilder - Teclados , Sintetizador , Voz
- Dee Dee Bellson -	 Voz
- Peter Bunetta -	 Batería
- Brad Buxer -	 Sintetizador
- Vinnie Colaiuta -	 Batería
- Bill Cuomo -	 Sintetizador
- Nathan East	- Bajo
- Richard Gibbs	 - Sintetizador
- Armand Grimaldi - Batería
- Dann Huff - Guitarra
- Richard Hyde	 - Trombón
- Mary Hylan - Voz
- Danny Jacob	 - Guitarra
- Maxayn Lewis	 - Voz
- John Liotine	 - Trompeta
- Arno Lucas - Percusión, voz
- Steve Madaio	 - Trompeta
- Reggie McBride	 - Bajo
- Kurt McGettrick	 - Saxofón
- Lloyd Moffitt	 - Percusión
- Rick Nelson	- Voz
- Doug Norwine -	 Saxofón
- Anna Pagan	- Voz
- Brian Ray -	 Guitarra
- Sharon Robinson	 - Voz
- Leslie Smith	 - Voz
- Joe Turano - Voz
- Amy Weston	 - Voz